# Piaristák Magyarországon
A piarista rend tagjai és az általuk fönntartott intézmények Magyarországon a 17. század óta meghatározó szerepet játszanak az ország közoktatásában, művelődésében és vallásosságában. A Piarista Rend Magyar Tartománya, a rend magyarországi szervezeti egysége 1692-ben önállósodott mint commissariatus generalis, majd 1695-től viceprovincia, és végül 1721-től önálló tartomány (provincia) rangjára emelkedett.
2023-ban a Piarista Rend Magyar Tartományában 9 közösségben 62 szerzetes él, akik közül 7-en kezdeti képzésben részesülnek.

## Történelem
A piaristák első magyarországi rendháza 1642-ben jött létre az akkor Lengyelországhoz elzálogosított szepességi Podolinban. Magyarország közigazgatási területén először Privigyén (1666) alapított piarista rendházat Pálffy Pálné Khuen Franciska, majd Breznóbányán (1673) és a Pozsony melletti Szentgyörgyön (1685) is megtelepedtek a rend tagjai. A privigyei, breznóbányai és szentgyörgyi rendházak kezdetben a lengyel rendtartományhoz (Provincia Poloniae) tartoztak. 1692-től Mösch Lukács (Lucas a S. Edmundo) személyében önálló commissarius generalis vezette őket, majd 1695-től viceprovinciaként a német rendtartományhoz (Provincia Germaniae) tartoztak.

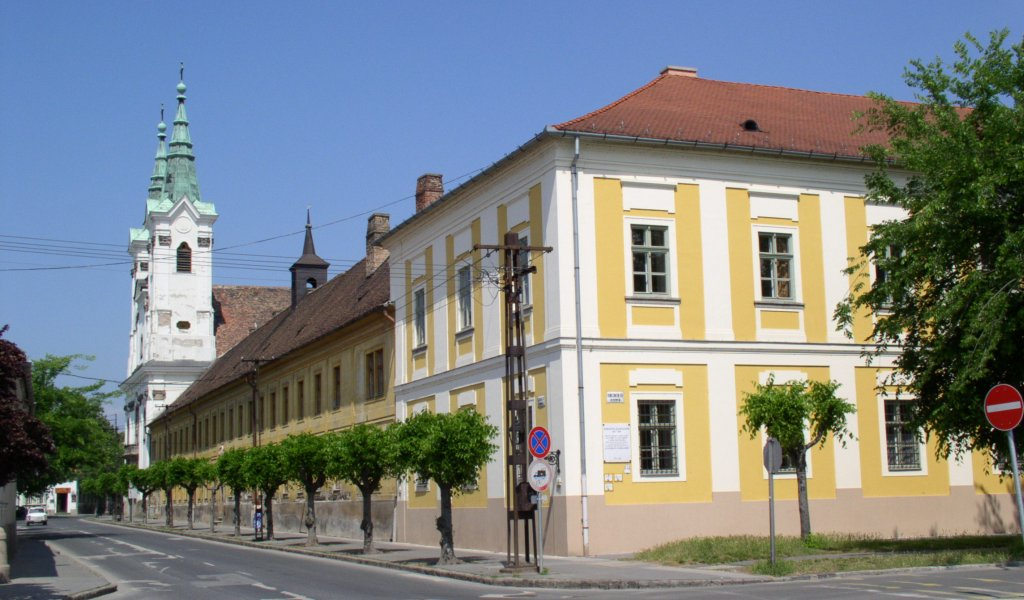
A váci piarista templom, rendház és a régi gimnázium épületei a 18. századból

A török és kuruc háborúk lezárultával a piaristák nagyarányú terjeszkedésbe kezdtek, amelynek következtében 1721-ben létrejött az önálló magyar rendtartomány (Provincia Hungariae). Az új alapítások közül nem egy később országos jelentőségűvé vált, például a nyitrai (1698), a veszprémi (1711), a váci (1714), a pesti (1717) vagy a szegedi (1720) gimnáziumok. A 18. század során a rend tagjai a tanítás mellett szívesen elvállalták városi plébániák adminisztrációját is (például Breznóbányán, Szegeden, Máramarosszigeten), és részben a plébániai jövedelmekből tartották fönn kollégiumaikat. Több helyen nemesi konviktust (Nyitra, Debrecen, Vác, Szentanna) és filozófiai kurzust (Pest, Szeged, Kalocsa, Vác, Tata) is vezettek, 1763-tól pedig Szencen egy felsőfokú közgazdasági iskolát (Collegium Oeconomicum) indítottak, amely azonban 1776-ban egy tűzvész folytán megszűnt. A piaristák elsőként honosították meg a magyarországi katolikus iskolákban a kísérleteken alapuló „új filozófia” oktatását. Az 1770-es évek végén már 27 piarista iskola működött Magyarországon, beleértve azt a négyet is, amelyet a feloszlatott jezsuita rendtől vettek át, 1776-ban (Kolozsvár, Kőszeg, Selmecbánya, Trencsén). 1782-től a podolini rendház is a magyar rendtartományhoz tartozott.
II. József reformjai következtében egy rendház megszűnt (Medgyes), kettő más városba költözött (Tokajból Sátoraljaújhelyre, illetve Szentannáról Temesvárra), továbbá 1781-től a magyarországi piaristáknak meg kellett szakítaniuk kapcsolataikat a rend római központjával. Az egység helyreállítására csupán 1904-ben került sor.
A 19. század első felében három újabb helyen kezdtek tanítani a piaristák Magyarországon: Léván (a bencéseknek átengedett kőszegi iskola helyett, 1815-ben), a budai egykori jezsuita iskolában (1832) és Nagybecskereken (1846). 1806-ban a rend megkapta az egykori fehérvári őrkanonokság Somogy vármegyei (mernyei) uradalmát. Az 1848–49-es forradalom és szabadságharc viharai a magyar piarista rendet is megtépázták. 1848 őszén a rend vezetői elbocsátották az összes növendéket, majd 1850 és 1852 között az osztrák kormányzat tiltotta meg novíciusok fölvételét. Ugyancsak a kormányzat vette el a rendtől a budai iskolát 1851-ben, majd a kalocsait az érsek adta át a jezsuitáknak 1860-ban. A breznóbányai (1857), korponai (1874) és besztercei (1878) intézetekről a megnövekvő oktatásügyi követelmények miatt kellett lemondania a rendnek.
Trianon előtt közvetlenül 24 piarista rendház és iskola volt Magyarországon, amelyekből csupán 10 maradt magyar területen. Kilenc Csehszlovákia, négy Románia (ezek az 1920-as években önálló rendtartományokká szerveződtek), a nagybecskereki gimnázium pedig Jugoszlávia területére került. Ezen iskolák legtöbbjét államosították, csupán Kolozsvárott és Temesváron működhetett tovább egy-egy gimnázium. Magyarországon azonban az első világháború és a forradalmak elmúltával a rend új virágzást élt meg, még a század elején megkezdett rendi reformnak köszönhetően, amely lassan leszámolt a 19. századi magyar piaristák elvilágiasodott szemléletével és életmódjával.
A kommunista diktatúra 1948-ban államosította a rend iskoláit, majd 1950 nyarán hat rendház lakóit kényszerlakhelyre deportálta. Az 1950. évi egyezmény ugyan lehetővé tette, hogy a rendtartomány tovább működtesse két iskoláját (Budapesten és Kecskeméten), de a 237 szerzetesből csak 90-en maradhattak meg a rendi keretében. A diktatúra bukása után négy piarista iskola (és rendház) nyílt meg újra: Vácott (1991), Szegeden (1991), Nagykanizsán (1992) és Mosonmagyaróvárott (1994). Ezenkívül a rendtartomány Gödön építőipari szakmunkásképző iskolát (1991-től), Sátoraljaújhelyen diákotthont (1992-től), Szegeden pedig egyetemi szakkollégiumot tart fönn (1992-től).

## Rendházak és iskolák

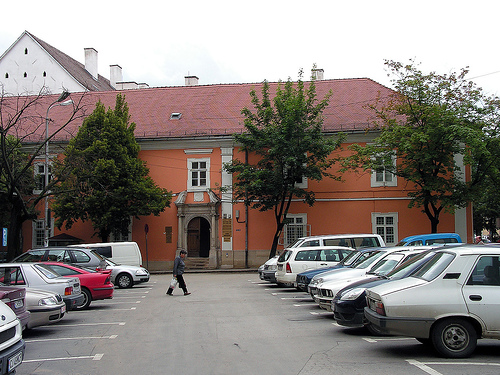
A kolozsvári volt piarista rendház épülete

A jegyzék a Magyarország területén működő vagy a magyar rendtartományhoz tartozó piarista szerzetesi közösségek (domus, residentia, domus filialis, missio), valamint a hozzájuk tartozó iskolák és egyéb intézmények kronológiai adatait tartalmazza.
- Beszterce 1717–1878 (iskola 1729–1850, plébánia 1717–1878)
- Breznóbánya 1673–1857 (iskola 1675–1787, 1793–1849, plébánia 1673–1857)
- Budapest (Buda) 1832–1880 (iskola 1832–1851)
- Budapest (Pest) 1717 – (iskola 1717–1948, 1950–, plébánia 1752–1761)
- Craiova 1736–1739 (misszió)
- Csíkszereda 2007– (tanulmányi ház 2010–)
- Debrecen 1719–1950 (iskola 1721–1948, plébánia 1719–1802)
- Felsőgalla 1945–1946 (iskola 1945–1946)
- Kalocsa 1765–1860 (iskola 1765–1860)
- Göd 2003 – (iskola 1991–)
- Kecskemét 1715 – (iskola 1715–1948, 1950–, plébánia 1948–)
- Kisszeben 1740–1922 (iskola 1740–1919)
- Kolozsvár 1776–1949 (iskola 1776–1948)
- Korpona 1720–1874 (iskola 1720–1787, 1793–1849, plébánia 1720–1726)
- Kőszeg 1776–1815 (iskola 1776–1815)
- Léva 1815–1922 (iskola 1815–1919)
- Mosonmagyaróvár (Magyaróvár) 1739–1950, 1994 – (iskola 1739–1789, 1798–1850, 1854–1948, 1994–)
- Máramarossziget 1730–1949 (iskola 1731–1919, 1940–1948, plébánia 1730–1792)
- Medgyes 1740–1789 (iskola 1740–1789)
- Mernye 1806–1950 (uradalmi központ, nyugdíjas otthon)
- Murány 1667 (misszió)
- Nagybecskerek 1846–1920 (iskola 1846–1920)
- Nagykanizsa 1765–1950, 1996 – (iskola 1765–1950, 1992–)
- Nagykároly 1725–1949 (iskola 1727–1923, 1940–1948, plébánia 1725–1983)
- Nyitra 1698–1950, 1992 – (iskola 1698–1919, 1992–)
- Podolin 1642–1922 (iskola 1643–1848, 1866–1919)
- Privigye 1666–1950, 1990 – (iskola 1666–1850, 1870–1919, 1993–)
- Rózsahegy 1729–1922 (iskola 1735–1918)
- Sátoraljaújhely 1789–1950, 1991 – (iskola 1789–1948, konviktus 1992–)
- Selmecbánya 1776–1922 (iskola 1776–1919)
- Szabadka 1942–1944 (iskola 1942–1944)
- Szeged 1720–1950, 1990 – (iskola 1721–1948, plébánia 1720–1789, 1991–)
- Szenc 1763–1776 (műszaki főiskola 1763–1776)
- Szentanna 1750–1790 (iskola 1750–1790, plébánia 1750–1790)
- Szentgyörgy 1685–1950, 1995 – (iskola 1687–1787, 1793–1849, 1856–1919, plébánia 1716–1748)
- Szepesbéla (plébánia 1674–1852)
- Tallós 1766–1782 (árvaház)
- Tata 1765–1950 (iskola 1765–1948)
- Temesvár 1790–1949 (iskola 1790–1948)
- Tokaj 1727–1789 (iskola 1727–1789)
- Trencsén 1776–1950, 1990 – (iskola 1776–1918, 1990–)
- Vác 1714–1950, 1990 – (iskola 1714–1948, plébánia 1714–1719, 1991–)
- Vác–Theresianum 1767–1784 (konviktus és iskola 1767–1784)
- Veszprém 1711–1950 (iskola 1711–1948, plébánia 1740–1752)

## Tartományfőnökök (provincálisok)
A piarista rend magyarországi elöljáróit latinul 1692-től commissarius generalis-nak, 1695-től "viceprovincialis-nak, 1721-től provincialisnak-nak nevezték. A provincialis magyar fordítása a 19. század végétől egészen az 1980-as évekig "rendfőnök" volt, majd a "tartományfőnök" megnevezés került használatba. Az alábbi jegyzékben zárójelben a tartományfőnöki megbízatás kezdő és záró éve szerepel.
- Mösch Lukács (Lucas a S. Edmundo) commissarius generalis 1692–1695, viceprovinciális 1695–1698
- Bajar András (Andreas a Conversione S. Pauli) viceprovinciális 1698–1709
- Cservenka Ignác (Ignatius a S. Josepho) viceprovinciális 1709–1712
- Bohn Euszták (Eustachius a SS. Trinitate) viceprovinciális 1712–1715
- Zajkányi (Baál) Lénárd (Leonardus a S. Eustachio) viceprovinciális 1715–1721, provinciális 1721–1726
- Kubránszky László (Ladislaus a S. Joanne Baptista) 1726–1730, 1736–1738
- Szlopnyay Elek (Alexius a Resurrectione Domini) 1730–1736, 1742–1745, 1746–1748
- Halápy Konstantin (Constantinus a Passione Domini) 1738–1742
- Erdős István (Stephanus a S. Ladislao) 1745–1746
- Nemcsényi Adolf (Adolphus a S. Benedicto) 1748–1754
- Bajtay Antal (Antonius a Matre Dei) 1754–1756
- Cörver János (Joannes Nep. a Matre Dei) 1756–1760
- Tapolcsányi Gergely (Gregorius a S. Ladislao) 1760–1766.
- Orosz Zsigmond (Sigismundus ab Angelo Custode) 1766–1782
- Conradi Norbert (Norbertus a Passione Domini) 1782–1785
- Königsacker József (Josephus Cal. a Jesu Maria) 1785–1790
- Perczel Imre 1790–1796
- Pállya István 1796–1802
- Dományi Márk 1802–1805
- Egerváry (Lakatjártó) Ignác 1805–1811
- Bolla Márton 1811–1831
- Grosser János 1831–1847
- Gruber György 1847–1848
- Purgstaller (Palotay) József 1848–1849, 1858–1866
- Tamásy József vicarius provincialis 1849–1852
- Nagy Péter 1852–1858
- Somhegyi (Schröck) Ferenc 1866–1879
- Kalmár Endre 1879–1891
- Lévay Imre 1891–1895
- Frank Ferenc 1895–1898
- Magyar Gábor 1898–1912
- Hénap Tamás 1912–1918
- Szinger Kornél 1918–1923
- Hám Antal 1923–1927
- Szölgyémy János vicarius provincialis 1927–1928
- Sebes (Streiter) Ferenc 1928–1940
- Zimányi Gyula 1940–1946
- Tomek Vince 1946–1947
- Sík Sándor 1947–1963
- Albert István 1963–1979
- Varga László 1979–1985
- Jelenits István 1985–1995
- Kállay Emil 1995–2003
- Urbán József 2003–2011
- Labancz Zsolt 2011–2019
- Szilvásy László 2019–2020
- Szakál Ádám 2020–2023
- Zsódi Viktor 2023–

## Neves magyarországi piaristák
Ez a szakasz piarista szerzeteseket sorol föl. A neves piarista diákok listáját lásd itt: Kategória: Piarista diákok.
- Bajtay Antal (1717–1773) magyar provinciális, II. József egyik tanára, Erdély püspöke (1760)
- Balanyi György (1886–1963) történész, a ferences és piarista rendtörténet, valamint a diplomáciatörténet kutatója
- Biró Vencel (1885–1962) történész, Erdély történelmének kutatója, tartományfőnök
- Bolla Márton (1751–1831) tartományi főnök, történész
- Bulányi György (1919–2010) a Bokor katolikus bázisközösségek vezetője
- Conradi Norbert (1718–1785) teológus, tartományfőnök, költő
- Cörver Elek (1714–1747) filozófus, az újkori fizika egyik magyarországi meghonosítója
- Cörver János (1715–1773) teológus, tartományfőnök, pedagógiai író
- Csaplár Benedek (1821–1906) néprajzi gyűjtő, rendtörténész
- Dezericzky Ince (1702–1763) történész, házfőnök, generális asszisztens
- Dugonics András (1740–1818) író, matematikatanár
- Erdősi Imre (1814–1890) honvéd tábori lelkész, házfőnök
- Farkas Lajos, boldogfai (1752–1809), tanár, Kolozsváron főiskolai rektor 1800 és 1808 között, a piarista rend kormánysegédje, a piarista rend tartományi főnök segédje
- Fórián-Szabó Zoltán (1941–2015) fizika-kémia tanár, házfőnök, a Piarista Iskolaépítő és Fenntartó Közhasznú Társaság ügyvezető igazgatója, kecskeméti plébános
- Friedreich Endre (1878–1952) történész, könyvtáros
- Hanák János (1812–1849) botanikus, zoológus, tankönyvíró
- Holl Béla (1922–1997) irodalomtörténész a magyarországi himnuszok és régi nyomtatványok kutatója
- Horányi Elek (1736–1809) fizikus, irodalomtörténész, lexikográfus
- Jelenits István (1932–2024) költő, irodalomtudós, teológus, biblikus

- Kerényi Lajos (1927–) plébános, lelkipásztor
- Keszthelyi László (1732–1803) kegyes tanítórendi áldozópap és kolozsvári gimnáziumi igazgató
- Kornis Gyula (1885–1958) filozófus, neveléstörténész, egyetemi tanár
- Kovács Mihály (1916–2006) fizikatanár, fogságba hurcolt leventék lelkipásztora (1945/1946)
- Kőváry Károly (1923–2003) matematikatanár, iskolaigazgató
- Laczkó Dezső (1860–1932) geológus, paleontológus
- Lénárd Ödön (1911–2003) tanár, lelkivezető, a kommunista diktatúra alatt összesen 18 évet töltött börtönben
- Mösch Lukács (1651–1701) matematikus, költő, rendtörténész, viceprovinciális
- Ormándy Miklós (1846–1911) botanikus, tankönyvíró
- Öveges József (1895–1979) fizikatanár, népszerűsítő könyvek szerzője
- Pachinger Alajos (1846–1913) zoológus, parazitológus

- Pivár Ignác (1843–1905) a süketnémák intézetének igazgatója Vácott
- Rédl Rezső (1895–1942) botanikus, a Bakony flórájának kutatója
- Révai Miklós (1750–1807) költő, nyelvész
- Ruppert József (1942–) biológia-kémia tanár, kórusvezető, generális asszisztens, tartományi delegátus, posztulátor
- Schütz Antal (1880–1953) teológus, a budapesti egyetem professzora
- Simai Kristóf (1742–1833) tanár, drámaíró, az MTA l. tagja, szótárt és szakácskönyvet is szerkesztett
- Sík Sándor (1889–1963) költő, irodalomtudós, a magyar cserkészmozgalom egyik megindítója
- Szabóky Adolf (Schneider) (1821–1880) pedagógus, író, kegyesrendi tanár
- Takáts Sándor (1860–1932) történész
- Tomek Vince (1892–1986) hittanár, tartományfőnök, generális
- Török Jenő (1908–1983) az OMC kiadó alapítója
- Váry Gellért (1843–1929) novíciusmester, generális asszisztens (1904–1912), rendtörténész
- Zimányi Gyula (1879–1953) hittanár, a rendi növendékek nevelője, tartományfőnök